# Monterey Park
Monterey Park is een plaats (city) in de Amerikaanse staat Californië, en valt bestuurlijk gezien onder Los Angeles County.

## Demografie
Bij de volkstelling in 2000 werd het aantal inwoners vastgesteld op 60.051.
In 2006 is het aantal inwoners door het United States Census Bureau geschat op 62.183, een stijging van 2132 (3.6%).
Deze stad heeft met 42,32% het hoogste percentage Chinezen van Amerika. De Chinese gemeenschap is hier in de jaren zeventig van de 20e eeuw ontstaan. Onder een deel van de bevolking bestond er veel argwaan tegenover deze nieuwe migranten. Er kwam een politieke beweging die Chineestalige reclameborden van Chinese ondernemers wilde verbieden. Men verwachtte dat rond 2000 de Aziatische bevolking een meerderheid van 80% zou vormen. Maar zo een grote meerderheid is nooit gekomen.

## Geografie
Volgens het United States Census Bureau beslaat de plaats een oppervlakte van
19,9 km², waarvan 19,8 km² land en 0,1 km² water.

## Plaatsen in de nabije omgeving
De onderstaande figuur toont nabijgelegen plaatsen in een straal van 8 km rond Monterey Park.

## Geboren in Monterey Park
- Lance Larson (1940-2024), zwemmer